# Rob Stewart (produttore cinematografico)
Rob Stewart (Toronto, 28 dicembre 1979 – Islamorada, 31 gennaio 2017) è stato un fotografo, regista e produttore cinematografico canadese.
È noto per aver scritto e diretto il film-documentario del 2006 Sharkwater.

## Biografia
Cresciuto nella città natale Toronto, Rob Stewart pratica fotografia subacquea all'età di 13 anni e diventa insegnante di immersione subacquea a 18. Successivamente effettua dei servizi fotografici per le riviste della "Canadian Wildlife Federation", diventando poi un giornalista freelance. Consegue una laurea in biologia presso la University of Western Ontario.

## Carriera
Nel 2006 produce il film-documentario Sharkwater, la cui idea è nata presso le isole Galápagos quando ha sorpreso degli uomini durante una pesca illegale di squali. La produzione del film è durata quattro anni in cui Stewart ha girato oltre quindici paesi. Per questo film ha vinto diversi premi, tra cui il Canada's Top Ten, durante la prima al Toronto International Film Festival.
Il suo film successivo, Revolution, collegato a Sharkwater, esamina il collasso ecologico. Nel 2013, è stato il documentario canadese col maggior incasso, ed ha ricevuto 19 premi in diversi festival del cinema di livello globale.
Nel 2012 pubblica il libro Save the Humans, una biografia che racconta dell'importanza degli squali nella sua vita e dell'importanza di creare un impatto positivo sugli oceani.
Nel 2016, Stewart lancia una raccolta fondi su Kickstarter per Sharkwater: Extinction, il sequel di Sharkwater, che pone l'accento sugli 80 milioni di squali uccisi all'anno, non contabilizzati dagli scienziati. La sua morte avviene durante le riprese del film.

## Morte
Nel gennaio 2017, Stewart si trovava in Florida per le riprese di Sharkwater: Extinction, sequel del film del 2006. Il 31 gennaio il suo dive leader, Peter Sotis, dopo aver effettuato un'immersione insieme a Stewart, svenne subito dopo la risalita sulla barca; mentre l'equipaggio soccorreva prontamente Sotis, Stewart, ancora in acqua e da solo, scomparve tra i flutti. Paul Watson, ambientalista e amico di Stewart fece notare che i due usavano un rebreather, e ipotizzò che poteva essere la causa di un eventuale svenimento anche di Stewart. Fu lanciata una missione di ricerca, e il 3 febbraio, il capitano Jeffrey Janszen, comandante della Guardia Costiera statunitense, diede la triste notizia del recupero del corpo senza vita di Stewart, ritrovato a circa 70 metri di profondità.
Il rapporto autoptico, rilasciato mesi dopo, chiarì la causa della morte in annegamento, conseguenza di uno svenimento a pelo d'acqua causato da un'ipossia acuta.
Nella primavera del 2017, la famiglia di Stewart intentò una causa per omicidio colposo, sostenendo che la morte fu causata dalla negligenza degli operatori d'immersione, che fornirono un equipaggiamento non in regola con gli standard di sicurezza statunitensi, e che lasciarono Stewart in acqua senza un dive leader.

## Filmografia
- Sharkwater (2006)
- Revolution (2012) - documentario
- Sharkwater Extinction (2018) - documentario (completato dal regista Sturla Gunnarsson e dal montatore cinematografico Nick Hector)